# The Wasp (film 2024)
The Wasp è un film britannico del 2024 diretto da Guillem Morales.

## Trama
Carla è una donna di mezza età, madre di quattro figli, con alle spalle diverse relazioni burrascose e ora sta insieme ad un uomo di nome James dal quale è incinta al settimo mese, che fa la cassiera in un piccolo supermercato di Bath. All'improvviso viene contatta da Heather, un'ex amica d'infanzia. Heather, che non riesce a rimanere incinta, fa una proposta insolita a Carla, cioè di uccidere il marito Simon, perché ha scoperto che la tradisce con un'altra donna. Carla ed Heather avevano rotto la loro amicizia in modo improvviso all'età di sette anni e per più di trenta anni non si sono più riviste.
Nella casa di Heather, le due donne discutono come Carla può uccidere Simon, però non si trovano d'accordo. Ad un certo punto Heather inizia a ricordare del passato, di quanto sia stata bullizzata da Carla e in un episodio anche abusata sessualmente.
Dopo aver concluso il "piano", Heather mostra la foto di Simon. Carla riconosce invece James, l'uomo che da un po' di tempo ha avuto delle relazioni non protette. Quindi Carla ammette di essere anche una prostituta. Quindi Heather riesce ad immobilizzare Carla ed inizia a minacciarla di morte con un coltello da cucina. Le dice che prova tanto odio perché in un'occasione Carla e due altre ragazzine le avevano distrutto gli organi riproduttivi, così non può avere figli. Heather rivela di aver già ucciso Simon.
Temendo di morire, Carla riesce a togliere di mano il coltello ad Heather e a pugnalarla. In quel momento entra dalla porta Simon e vede Heather agonizzante. Nel frattempo i vicini arrivano sul posto e vedono Heather tra le braccia di Simon e Carla con il coltello ancora in mano. Viene trovato un biglietto nel quale Heather ha scritto che teme che il marito e la sua amante vogliano ucciderla. La polizia arriva sul posto alcuni secondi dopo.